# Takeshi Kitano l'imprévisible
Pour plus de détails, voir Fiche technique et Distribution.
Takeshi Kitano l'imprévisible est un documentaire de la collection Cinéma, de notre temps réalisé par Jean-Pierre Limosin, sur le réalisateur japonais Takeshi Kitano.

## Le film dans la sérieCinéastes de notre temps
Takeshi Kitano l’imprévisible est l'un des 92 films documentaires de la série Cinéastes de notre temps, débutée en 1966. Chaque film est consacré à une personnalité du monde du cinéma ou à un mouvement cinématographique. Dans cet épisode, Jean-Pierre Limosin suit Takeshi Kitano sur le tournage de L'Été de Kikujiro, le filme durant une interview avec Shiguehiko Hasumi, président de l'université de Tokyo et qui, en grand cinéphile, a été l'un des premiers a reconnaître les talents de réalisateur de Takeshi Kitano.

## Fiche technique
- Titre : Takeshi Kitano l'imprévisible
- Réalisation : Jean-Pierre Limosin
- Scénario : Janine Bazin, André S. Labarthe et Jean-Pierre Limosin
- Photographie : Jean-Marc Fabre et Eiichi Sakuma
- Montage : Danielle Anezin et Thierry Demay
- Production : Xavier Carniaux, André S. Labarthe et Elisabeth Marliangeas
- Société de production : Audiovisuel Multimedia International Production, INA Enterprise, La Sept-Arte et Office Kitano
- Pays :  France
- Genre : Documentaire
- Durée : 68 minutes
- Dates de sortie : 
  - France : 19 mai 1999

## Distribution
- Takeshi Kitano
- Shiguehiko Hasumi